# LVR-Kulturhaus Landsynagoge Rödingen
LVR-Kulturhaus Landsynagoge Rödingen is een voormalige synagoge in Rödingen, in de Kreis Düren in de Duitse deelstaat Noordrijn-Westfalen.
In het voorhuis geeft een permanente expositie inzicht van het Joodse leven in het Rijnland. De synagoge is gelegen in de dorp aan de Mühlenend 1
De in 1841 gestichte synagoge vormt samen met het woonhuis van de familie Ullmann het enige nagenoueg geheel bewaarde gebouwcomplex in zijn soort in het westelijke Rijnland. Van 1789 tot 1934 woonde hier de familie Ullmann. Hun geschiedenis kan gedurende twee eeuwen gereconstrueerd worden. Zij is in veel opzichten representatief  voor de geschiedenis van het jodendom in de 19e en 20e eeuw. 
Vanaf 2009 is de landsynagoge onder de hoede van het Landschaftsverband Rheinland. Het is een plaats waar met exposities en bijeenkomsten herinnerd wordt an deze geschiedenis.
In Rödingen ligt één Joodse begraafplaats, een beschermd monument.

## Afbeeldingen

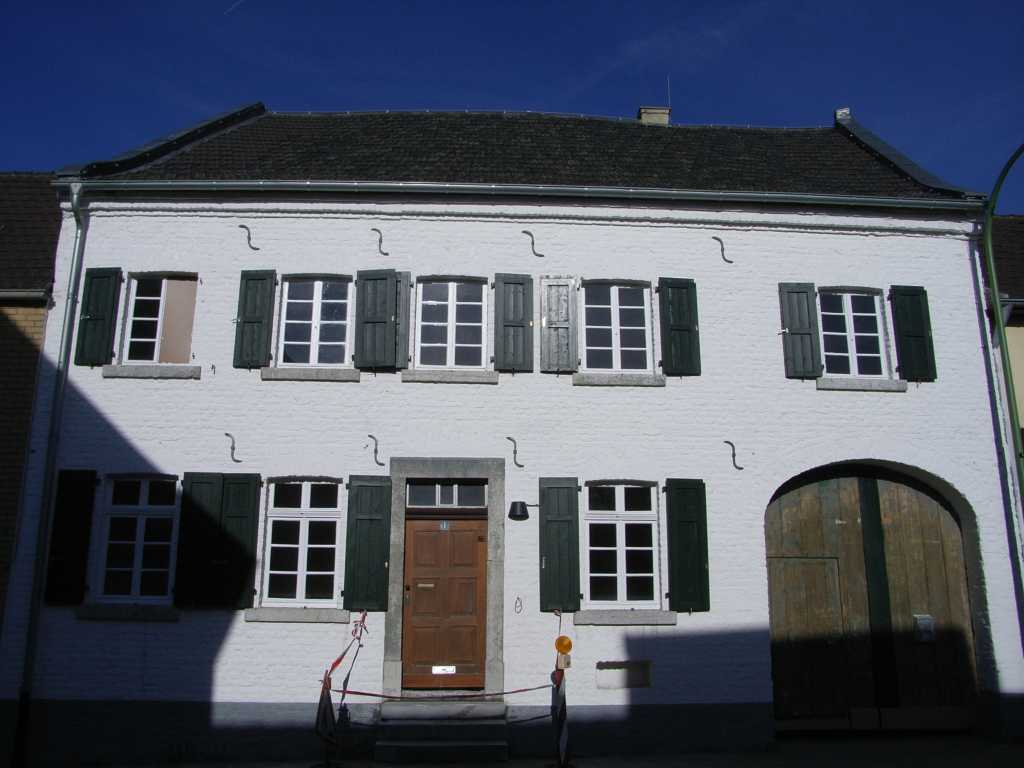
Woonhuis
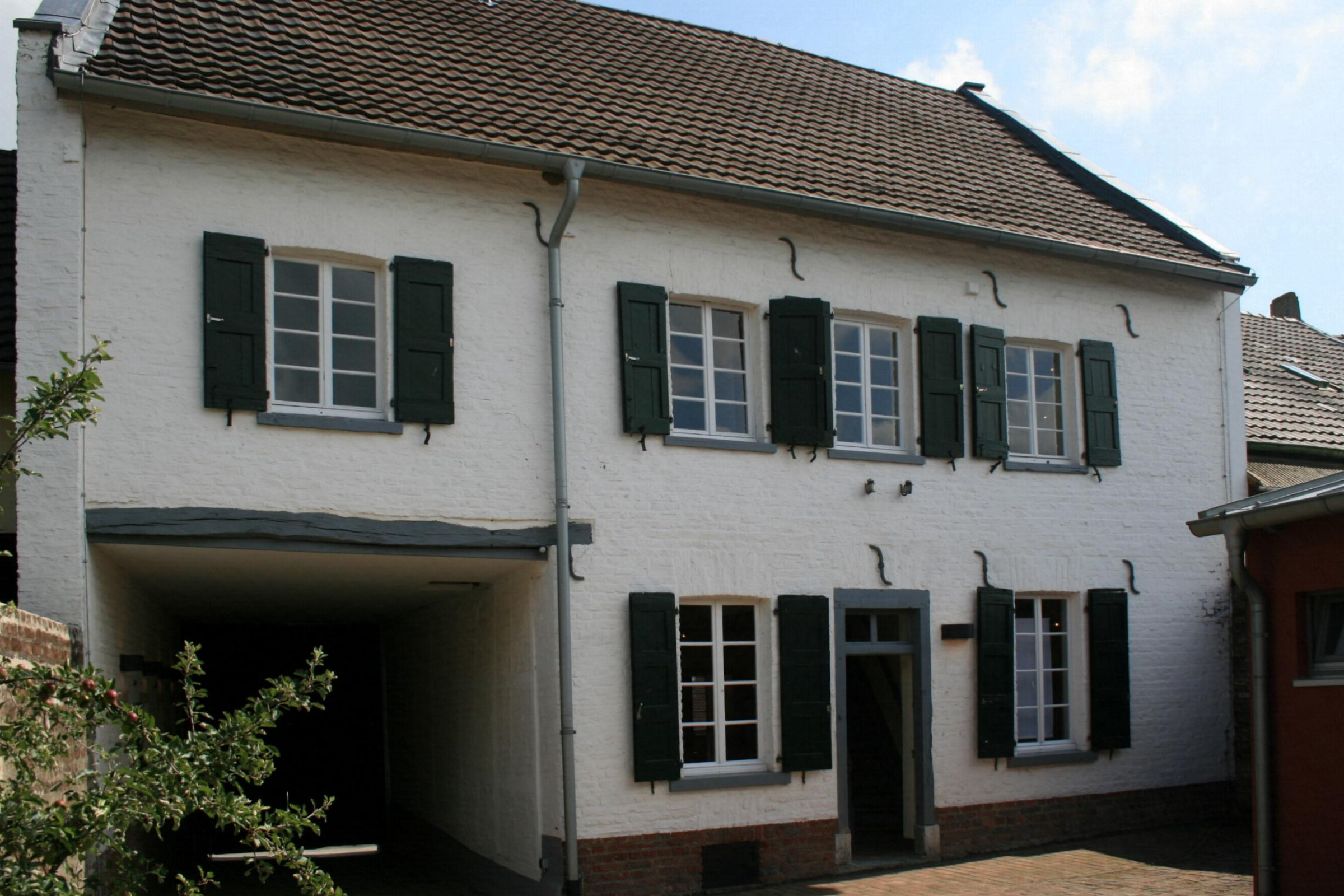
Woonhuis, Binnenplaats
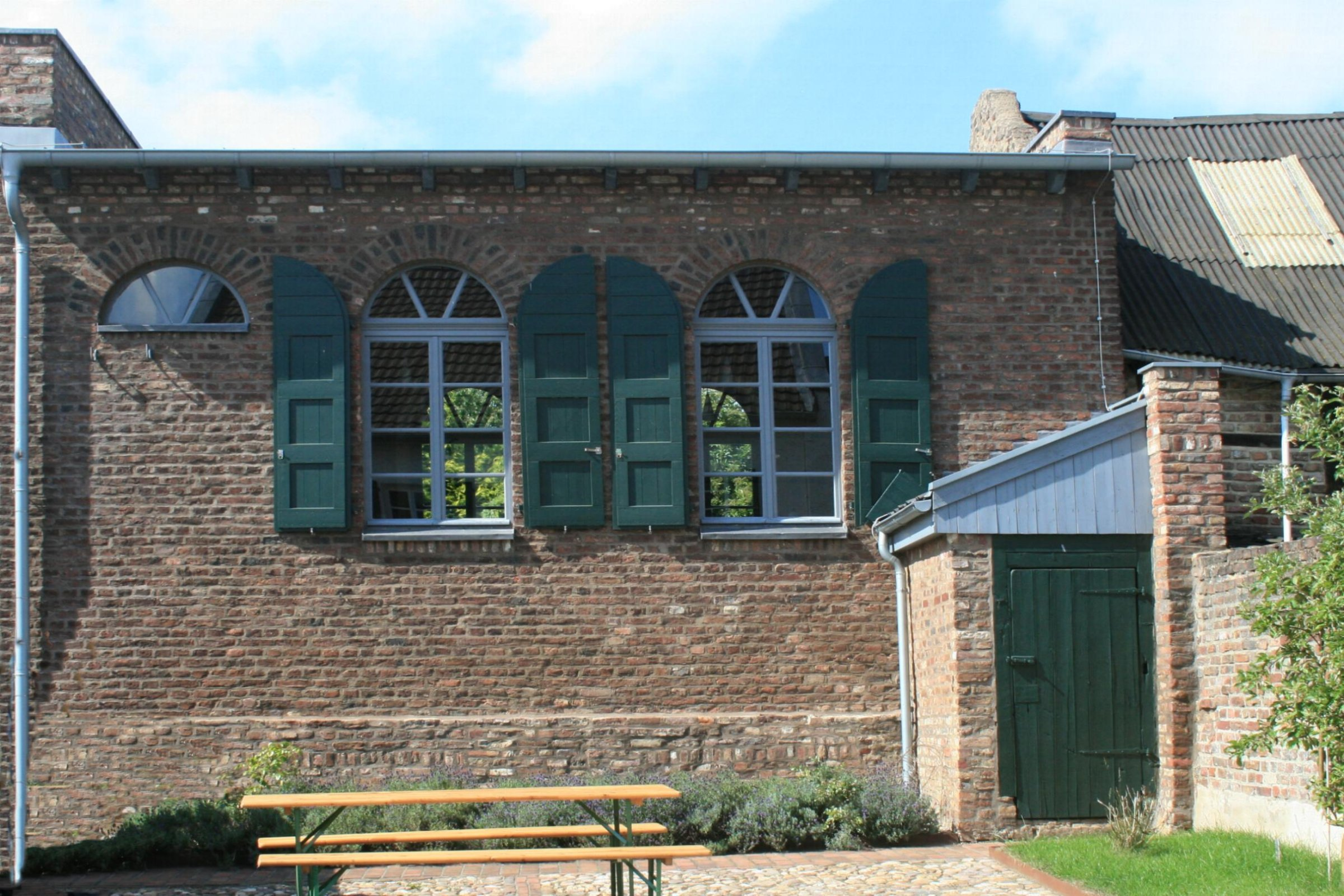
Synagoge, Binnenplaats
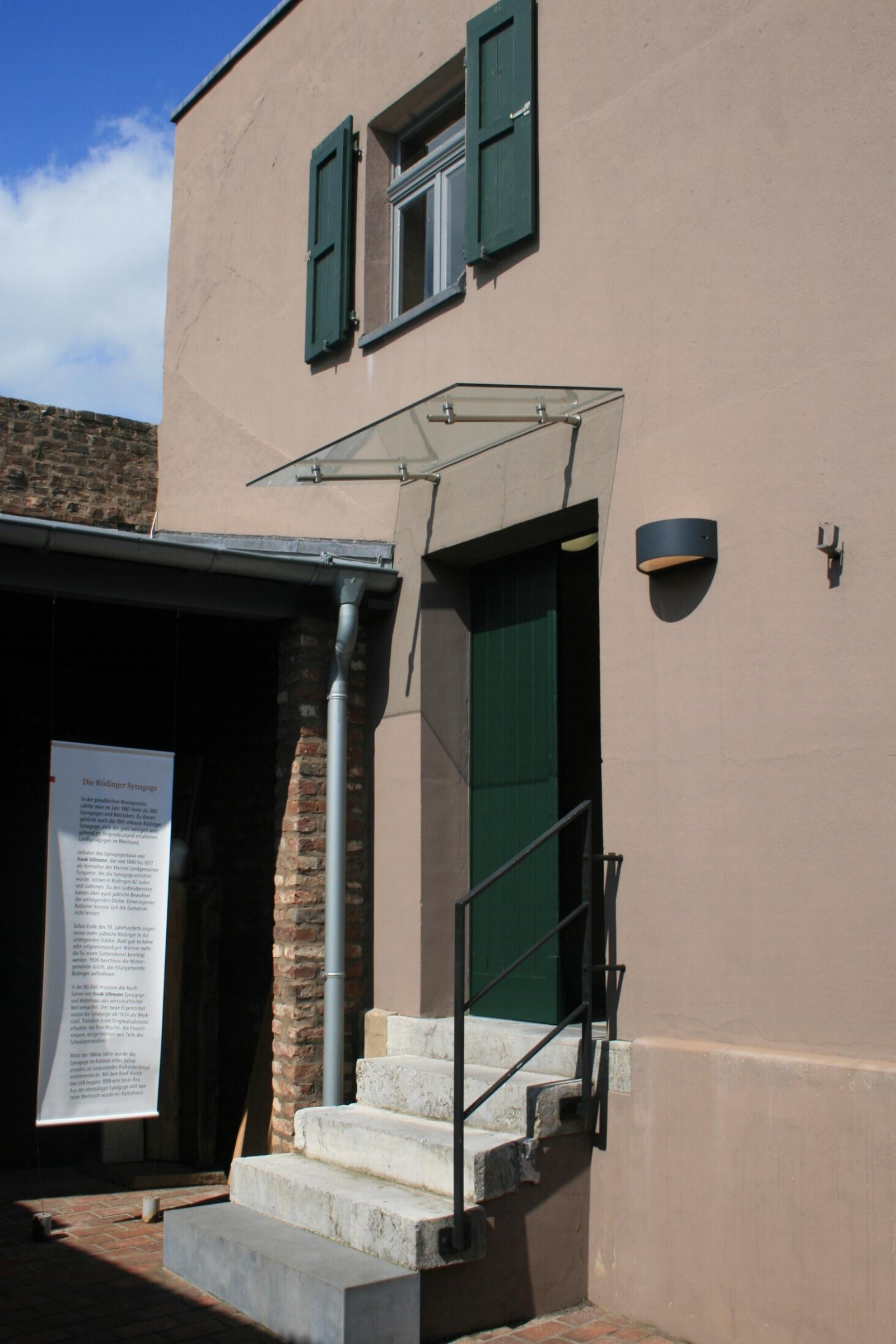
Synagoge, Deur
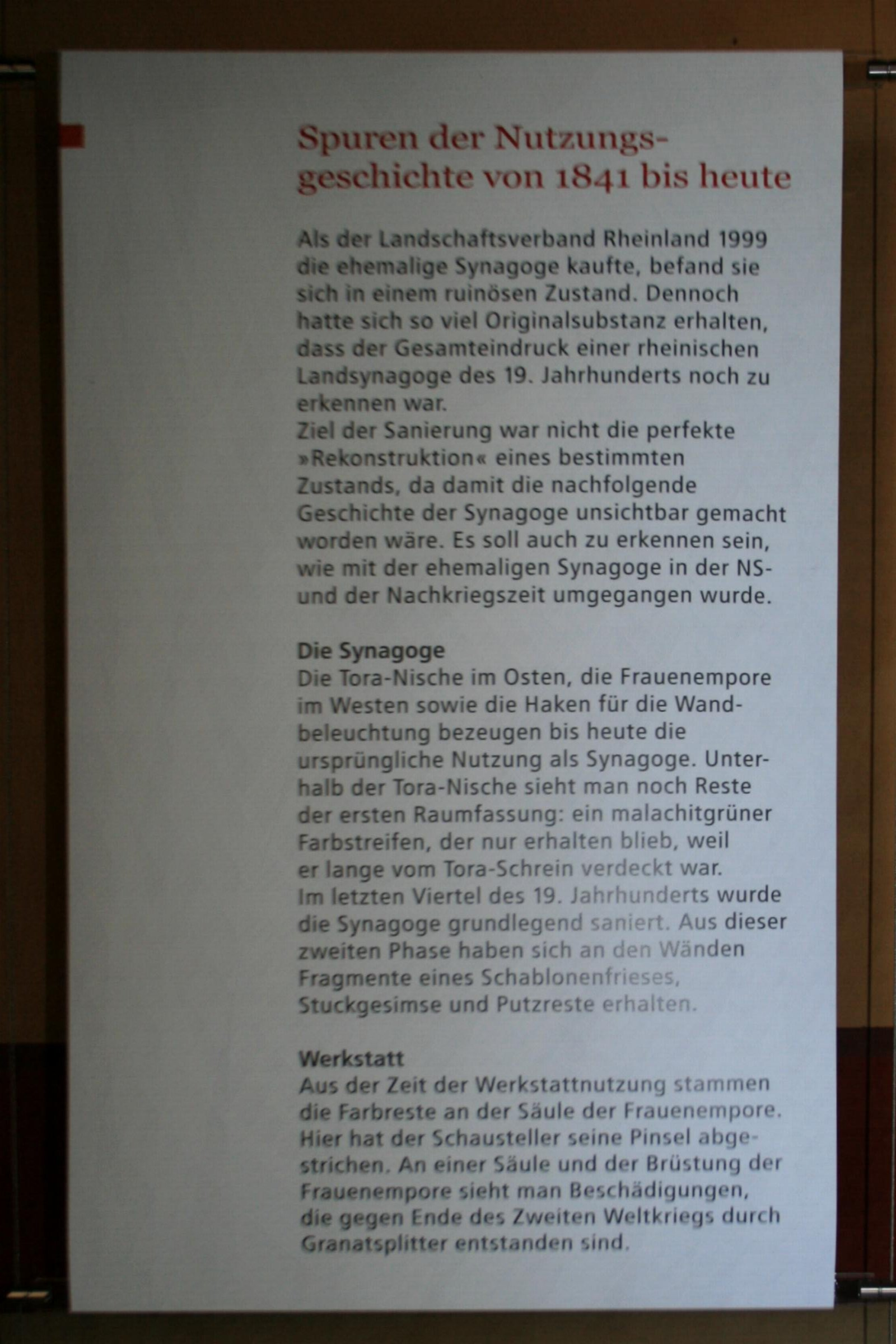
Beschrijving
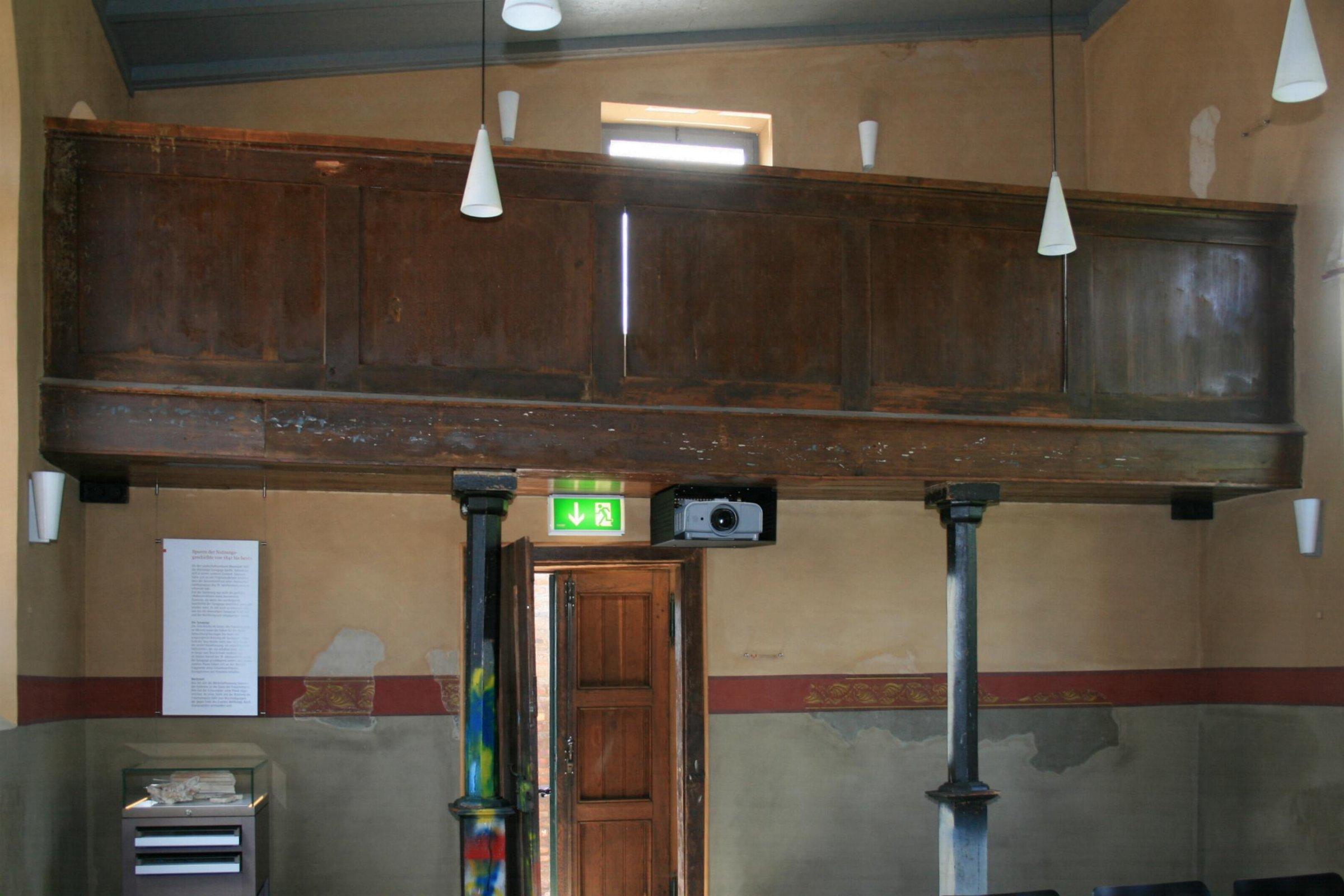
Synagoge, Matroneum
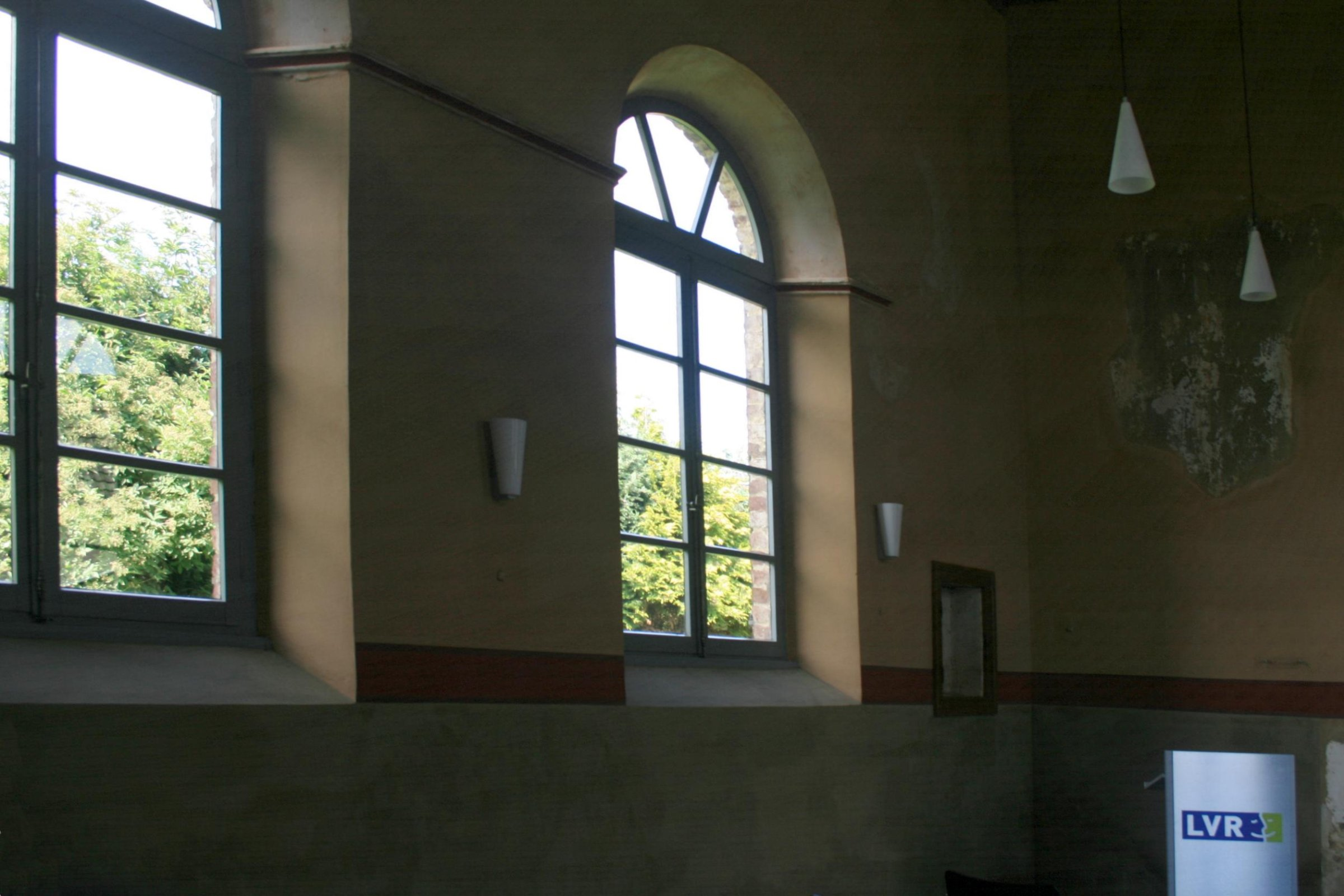
Synagoge, Venster